# ジュニオール・アパレシド・ギマロ・デ・ソウザ
ジュニーニョ（Juninho）ことジュニオール・アパレチド・ギマロ・デ・ソウザ（Júnior Aparecido Guimaro de Souza、1989年5月28日 - ）は、ブラジルと東ティモールのサッカー選手。元東ティモール代表。ポジションはWG。

## 経歴

### サンパウロFC
2004年から2005年にかけてマリーリアACのユースに在籍した後、16歳でサンパウロFCのユースに移籍、2009年にプロとなるも出場機会はなかった。

### クイアバEC
その後カンピオナート・ブラジレイロ・セリエCに所属するクイアバECに移籍。2010年5月18日のホームで迎えたリオ・ブランコFC戦で初得点を記録した。

### FCボトシャニ
2012年1月25日にはルーマニアのFCボトシャニに1年契約で移籍。しかし怪我のためにリーガ1では9試合2得点の結果に止まった。

### BBCU FC
2012年6月4日には6ヶ月の契約でタイ・プレミアリーグに所属するBBCU FCにレンタル移籍した。7試合6得点の成績を残した。

### ムアントン・ユナイテッドFC
その後2013年にムアントン・ユナイテッドFCに加入したがタイ・ディヴィジョン1リーグに所属するプーケットFCにレンタル移籍となった。プーケットFCではシーラーチャーFCとの3-2で終わったアウェー戦で初出場を果たし、3月5日に行われたクラビーFCとの2-2で終わったホーム戦で初得点を飾った。18試合7得点の結果を残し、その後は同じくディヴィジョン1リーグに所属するTOT SCにレンタル移籍した。両クラブ合わせて28試合11得点の結果を残した。

### セランゴールFA
その後マレーシア・スーパーリーグに所属するセランゴールFAに2年契約で移籍した。

## タイトル
サンパウロFC
- カンピオナート・ブラジレイロ・セリエA: 2006, 2007, 2008

クイアバEC
- カンピオナート・マトグロッセンセ: 2011